# Armin Muzaferija
Armin Muzaferija (Visoko, 1 december 1988) is een Bosnische zanger en muzikant.

## Biografie
Muzaferija werd op 1 december 1988 in Visoko, toen nog gelegen in Joegoslavië, geboren. Hij komt uit een vooraanstaande Bosnische familie.
In 2000 ontving hij de prijs voor Meest veelbelovende zanger op het festival van Zenica. Dit betekende de start van zijn muziekcarrière. Het jaar nadien won Muzaferija hetzelfde festival, gevolgd door vele prijzen op lokale en regionale competities voor jong talent.
In de nazomer van 2007 ging hij Engels studeren in het Verenigd Koninkrijk, aan de Universiteit van Cambridge. Bij zijn terugkeer schreef hij zich in aan de faculteit van economische wetenschappen aan de Universiteit van Sarajevo.
Vanaf datzelfde jaar begon Muzaferija meer en meer deel te nemen aan nationale en internationale muziekwedstrijden. Samen met de Bosnische singer-songwriter Hari Varešanović, die het nummer Još te volim schreef en componeerde, nam hij deel aan het Melody of Mostar Festival in Mostar waar ze de tweede juryprijs wonnen. Op het festival Sunny Scales in 2007 in Herceg Novi nam hij deel met het nummer Povedi me en eindigde hij op de vijfde plaats. In Kroatië trad Armin op op Avond van de sevdah in Zagreb, Rijeka en Pula. Hij maakte ook deel uit van een grote tour ter ere van de legendarische band Indexi, waar hij optrad met muziekveteranen als Hari Varešanović, Aki Rahimovski, Mladen Vojičić Tifa, Željko Bebek, Teška Industrija en andere bekende namen.
In 2008 nam Muzaferija deel aan het 12de Kroatische Radiofestival waar hij twee prijzen won voor zijn nummer Gdje Mi Ljubav Spava.

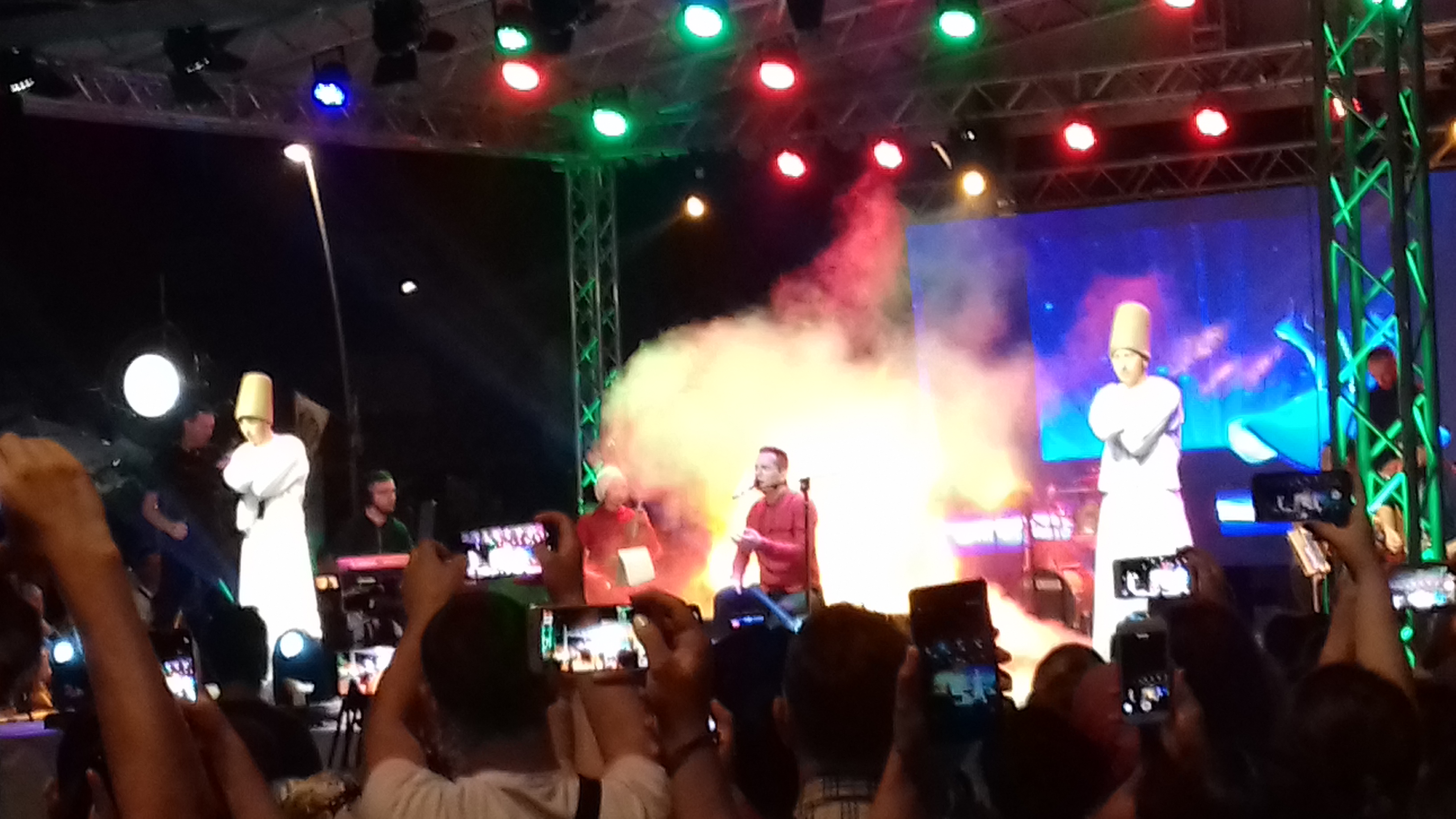
Muzaferija zingt op het suikerfeestconcert van Zenica in 2019.

Op 16 juli 2015, één dag voor het suikerfeest 2015, trad Muzaferija op op een ramadanmanifestatie in Bijeljina. Op 12 augustus 2019, tijdens het suikerfeest 2019, was Muzaferija de hoofdrolspeler op het Zenica-concert op het stadsplein. Op het concert trad hij op met derwisjes. Na afloop gaf hij toe trots te zijn om zelf een derwisj te zijn.
Samen met hoogleraar muziek en muziekproducent Mehmed Bajraktarević, singer-songwriter Eldin Huseinbegović en zanger Lamija Kadić droegen ze, met de steun van Hayat Production, bij aan de strijd om het onderzoek naar de controversiële dood van Dženan Memić die in 2016 stierf. Ze spraken hun steun uit met het lied Voljenom odlaze voljeni.
In november 2020 werd hij uitgekozen om Bosnië en Herzegovina te vertegenwoordigen op het Türkvizyonsongfestival 2020. Hij nam deel met het nummer Džehva dat hij reeds in 2018 uitbracht. Muzaferija eindigde op de derde plaats.
Naast zijn muziekcarrière acteerde Muzaferija in de film Marimaga, die in première ging als onderdeel van het evenement Sarajevo kojeg više nema. Hij zong tevens de soundtrack van de film in.

## Privé
Muzaferija is getrouwd en vader van twee kinderen.

## Discografie

### Albums
- Još Te Volim (Hit Records, 2009)
- Na Srcu Potpisan (Hayat Production, 2015)

### Singles
- Gdje Mi Ljubav Spava (2008)
- Ne Mogu Da Te Ne Volim (2009)
- Šehidi (2010)
- Od Mašrika Do Magriba (2011)
- Putujem (2011)
- Allahu Allah (2012)
- S Tobom Bez Tebe (2012)
- Sa Tvojih Usana (2013)
- Sultan (2013)
- Gdje Si Ti (2015)
- Samo Ti (2016)
- Biću Tu (2018)
- Tvom Resulu (2018)
- Džehva (2018)
- Voljenom Odlaze Voljeni (2019)

2013: Emir & Frozen Camels feat. Mirza · 
2014: Mensur Salkić · 
2015: Adis Škaljo · 
2020: Armin Muzaferija